# Los set gotxs
«Los set gotxs» («Семь радостей») — песня из сборника XIV века «Llibre Vermell», записанная на страницах 23v, 24r, с основным текстом на каталанском языке и припевом на латыни.
На листе 23v рукописи наверху имеется запись красными чернилами: «Ballada dels gotxs de Nostre Dona en vulgar cathallan a ball redon», то есть «Баллада о радостях Богоматери на каталанском языке, круговой танец».

## Семь радостей Марии
Песня «Los set gotxs» — первые известные «радости Девы Марии» на каталанском языке, отправной пункт церковной традиции воспевать радости Марии каждую субботу. Эта традиция сохранилась в Каталонии до сих пор.
Семь радостей Богородицы, о которых говорится в песне, это непорочность и вечная девственность Марии, рождение Сына Божьего, поклонение волхвов (интересно, что в песне волхвы приносят дары не младенцу Христу, а Марии), явление воскресшего Христа Марии первой, видение вознесения Христа на Елеонской горе, Пятидесятница (в песне считается, что апостолов собрала Мария), вознесение Марии. Первая строка носит вводный характер, хотя могла бы сообщить о первой радости — Благовещении.
Семь радостей Девы Марии представляют собой параллель её семи скорбям, но почитались они меньше. <...>
Традиционно они связаны со следующими событиями:
1. Благовещение (Лк., 1, 26—38);
2. испытание невинности: согласно Писанию, Иосиф хочет тайно расстаться с женой, но явившийся ему во сне ангел убеждает его, что «родившееся в Ней есть от Духа Святого» (Мф., 1, 20); по апокрифическим сказаниям, Приснодева публично очищается от подозрений в результате испытания «горькой водой», описанного в Ветхом Завете (Чис., 5, 11—31);
3. Рождество (Лк., 2, 6—17);
4. пророчество Симеона Богоприимца об Иисусе как о Мессии (Лк., 2, 28—32 <...>);
5. обретение Сына в Иерусалимском храме после Его поисков (Лк., 2, 46 <...>);
6. явление Христа Своей Матери после Воскресения (указания на это в Новом Завете отсутствуют, но католическая и православная традиции принимают, что Богоматерь была первой, перед кем предстал Её Сын по Воскресении);
7. Вознесение Девы Марии (описывается только в апокрифах и агиографических сочинениях).[2]

Как видно, «радости» в «Los set gotxs» отличаются от приведённых; они не совпадают и с семью радостями из «францисканского венчика».

## Слова
Los set gotxs recomptarem et devotament xantant
humilment saludarem la dolça verge Maria.
Ave Maria gracia plena Dominus tecum Virgo serena.
Verge fos anans del part pura e sans falliment
en lo part e prés lo part sens negun corrumpiment.
Lo Fill de Déus Verge pia de vós nasque verament.
Verge tres reys d’Orient cavalcant amb gran corage
al l’estrella precedent vengren al vostré bitage.
Offerint vos de gradatge Aur et mirre et encenç.
Verge estant dolorosa per la mort del Fill molt car
romangues tota joyosa can lo vis resuscitar.
A vos madre piadosa prima se volch demostrar.
Verge lo quint alegratge que’n agues del fill molt car
estant al munt d’olivatge Al cell l’on vehes puyar.
On aurem tots alegratge Si per nos vos plau pregar.
Verge quan foren complitz los dies de pentecosta
Ab vos eren aunits los apostols et de costa.
Sobre tots sens nuylla costa devallà l’espirit sant.
Verge’l derrer alegratge que’n agues en aquest mon
vostre Fill ab coratge vos munta al cel pregon.
On sots tots temps coronada regina perpetual.

## Перевод
Расскажем о семи радостях и с благочестивой песней на устах
Будем смиренно славить сладостную Деву Марию.
Аве Мария, благодатная,
Да пребудет с тобой Господь, благочестивая Дева.
Дева, до того как родить, была ты чиста и невинна,
И в родовых муках и после ты осталась непорочной.
Истинно, Сын Божий был тобою рождён, благочестивая Дева.
Дева, три царя с Востока скакали ретиво,
Ведомые звездой, и прибыли к твоему убежищу.
Они принесли тебе в дар, один за другим, золото, мирру и ладан.
Дева, скорбевшая о смерти возлюбленного сына,
Ты исполнилась радости, узрев его воскресшим.
Тебе первой, милосердная матерь, пожелал он явиться.
Дева, пятую радость от своего возлюбленного Сына ты получила,
Когда на горе Елеонской ты увидела, как он вознёсся к небесам.
Мы исполнимся радости, если ты будешь молиться за нас.
Дева, на Пятидесятницу
Ты собрала апостолов и прочий люд.
И на всех сошёл Дух Святой.
Дева, вот последняя твоя радость в этом мире:
Твой Сын стремительно вознёс тебя к небесам.
Там ты венчана на все времена, вечная царица.

## Музыка
Формальная схема этой одноголосной композиции не совпадает ни с типичной провансальской балладой, ни с французской.
На листе 23v справа имеются приписки красными чернилами
«ceteri respondeatur» («иными в ответ») и «Iterum dicatur» («ещё раз поётся»). Под строчкой «Ave Maria gratia plena Dominus tecum virgo serena»
есть надпись «et sic de ceteris aliis ave» («и так же остальными иные аве»). Далее по тексту разбросаны слова «iterum» («ещё раз») и «ave» — указание на повторение припева.
Все эти пометки указывают, что части поются разными хорами (вокальными ансамблями), то есть в данном случае мы имеем дело с антифоном.
- midi-файл на сайте Amaranth Publishing
- Ноты в формате PDF

## Записи
Исполнения «Los set gotxs» приведены на странице
http://www.medieval.org/emfaq/composers/vermell.html.